# Olga Sehnalová

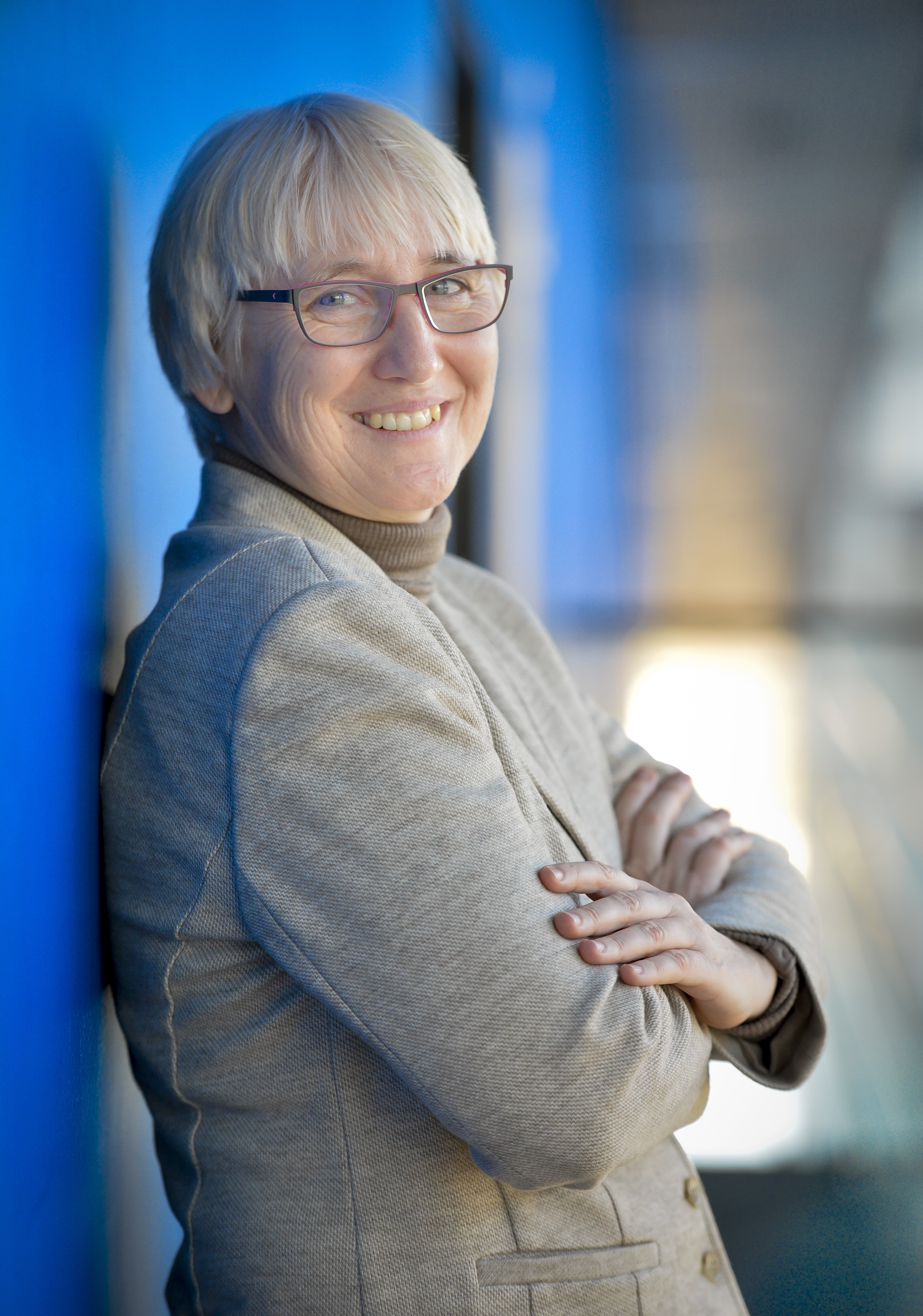
Olga Sehnalová (2019)

Olga Sehnalová (* 25. Oktober 1968 in Kroměříž) ist eine tschechische Politikerin der Česká strana sociálně demokratická (ČSSD).

## Leben
Sehnalová studierte Medizin an der Masaryk-Universität in Brünn und ist als Ärztin tätig. Seit 1998 ist sie stellvertretende Bürgermeisterin der Stadt Kroměříž. Seit 2009 ist sie Abgeordnete im Europäischen Parlament. Ferner gehört sie der Bezirksvertretung in Zlín an und hatte einige leitende Funktionen inne.